# Narconon
Narconon est une association promouvant les théories de L. Ron Hubbard pour le traitement des abus de substances et d'addictions. Son organisation mère est l'ABLE (en), qui est contrôlée par l'Église de scientologie. Narconon a son siège à Hollywood aux États-Unis et opère une douzaine de centres au travers du monde, principalement aux États-Unis et en Europe de l'Ouest.
L'organisation a été créée en 1966 par William Benitez qui avait contacté L. Ron Hubbard après avoir lu son livre Scientology: The Fundamentals of Thought. Avec l'aide de Hubbard, Narconon a été incorporé en 1970.
Quoique Narconon et l'Église de Scientologie revendiquent que Narconon soit un programme laïque et indépendant de la Scientologie, qui prodigue des traitements et une formation utiles contre la toxicomanie, Narconon a été décrit par plusieurs rapports gouvernementaux et d'anciens patients comme un paravent de l'Église de scientologie.
Le programme a fait l'objet de plusieurs controverses à cause de ses liens avec la Scientologie et de ses méthodes. Des experts médicaux et universitaires ont déclaré que ce programme souffre de défauts élémentaires. De son côté, Narconon a émis la critique que la médecine conventionnelle serait biaisée contre le programme et qu'on ne peut pas faire confiance à des gens qui promeuvent la consommation contrôlée de stupéfiants pour évaluer un programme promouvant un mode de vie totalement sans drogue. L'association revendique un fort taux de succès (de l'ordre de 80 %), mais ces prétentions n'ont été vérifiées par aucune source indépendante.

## Historique

Ron Hubbard en 1950, créateur de la Scientologie.

En France, l'association a été déclarée à Paris, 6 rue de la Sablière, le 1er janvier 1978. Une des premières implantations de Narconon en France, à Dijon, a fermé en 1984 à la suite du décès de l'une des patientes lors d'une crise d'épilepsie non soignée.
En 1991, l'acteur Xavier Deluc a créé l'association « Non à la drogue, Oui à la vie » selon des principes identiques. L'association est parrainée par Narconon, qu'elle soutient en contrepartie.